# Benham Valence
Benham Valence è una residenza su Benham Park, nella contea di Berkshire e nel distretto West Berkshire. Si trova a 2 miglia a ovest di Newbury, nella località Marsh Benham di Speen. 

## Storia
Benham Valence venne rilasciata da Elisabetta I d'Inghilterra a Giovanni Battista Castiglione, il suo tutore italiano nel 1570. Venne sepolto nella chiesa di Santa Maria in Speen. 

## Architettura e uso
L'edificio attuale venne costruito da Henry Holland e Capability Brown per il barone William Craven nel 1775. L'edificio era allora la casa della vedova Elizabeth Craven e del suo secondo marito Carlo Alessandro di Brandeburgo-Ansbach.
L'edificio è stato trasformato in uffici nel 1983.